# Ezel
Ezel est une série télévisée turque créée par Kerem Deren. La série, a débuté le 28 septembre 2009 sur la chaîne de télévision hertzienne Show TV, a ensuite été diffusée sur la chaîne ATV du 25 janvier 2010 au 20 juin 2011.
En 2010, la série est sélectionnée pour le prix télévisé d’İsmail Cem. Durant la cérémonie, la série reçoit neuf récompenses, dont celle de La meilleure série dramatique, de la meilleure série, de la meilleure fiction et la meilleure musique de série.

## Synopsis
Ömer Uçar (İsmail Filiz), le héros de la série, travaille dans un garage comme apprenti. Monsieur Mümtaz (Beyazıt Gülercan), le père d’Ömer, est un menuisier. Madame Meliha (İpek Bilgin), la mère d’Ömer est femme au foyer, et aveugle. Ali, dit "Kerpeten Ali", pour Ali la tenaille (Barış Falay), et Cengiz  (Yiğit Özşener) sont ses amis les plus proches. Eyşan (Cansu Dere) est une fille dont il est tombé amoureux. Toutes ces personnes sont d'origine modeste et souhaitent une vie meilleure.
En 1997, Ömer rentre de son service militaire. Il envisage de se marier avec Eyşan. Mais pendant qu'Ömer passait son service militaire, certaines choses ont changé. Cengiz a commencé à travailler pour un casino. Bahar (Sedef Avcı), la sœur d’Eyşan, était malade. Elle avait besoin d’une thérapie qui coutait très cher. Le père d’Eyşan (Salih Kanyon) a mis en place un plan afin de trouver l’argent dont sa fille avait besoin. Ce plan consistait à braquer le casino dans lequel travaillait Cengiz. Pour cela, quatre personnes furent nécessaires : La première personne (Cengiz) doit fournir les renseignements concernant le casino, la deuxième personne (Kerpeten Ali) doit avoir le courage d'effectuer un crime, la troisième personne doit être un faux coupable qu'ils accuseront, en l'occurrence Ömer, et la 4e personne (Eyşan) doit se charger de toute l’organisation. Le braquage a lieu et le plan se déroule sans difficulté. Ömer est mis en prison comme prévu. Ali, Cengiz et Eyşan sont devenus riches.
Huit années plus tard. Une rébellion a lieu dans la prison où Ömer est incarcéré. Ömer, lors d'une altercation, est terriblement blessé au visage au cours de cette rébellion. Ramiz Karaeski, surnommé "l'oncle" (Tuncel Kurtiz), aide Ömer en envoyant celui-ci à l'hôpital. Dans cet hôpital, il se fera greffer un nouveau visage qui lui permettra de sortir de prison. Ömer prend le soin de changer de nom, et prend l'identité d'Ezel Bayraktar. À partir de maintenant, le seul but dans la nouvelle vie d'Ezel (Kenan İmirzalıoğlu) sera de se venger de la « mort » d'Ömer.

## Distribution

### Acteurs réguliers
- Ezel Bayraktar : Kenan İmirzalıoğlu
- Eyşan Atay : Cansu Dere
- Cengiz Atay : Yiğit Özşener
- Ali Kırgız : Barış Falay : L'ami d'Ezel
- Ramiz Karaeski : Tuncel Kurtiz
- Kenan Birkan : Haluk Bilginer

### Acteurs récurrents
- Azad Karaeski : Burçin Terzioğlu : L'épouse d'Ali, la fille de Ramiz Karaeski
- Bahar Tezcan : Sedef Avcı : La sœur d'Eyşan
- Meliha Uçar : İpek Bilgin : La mère d'Ezel
- Mümtaz Uçar : Beyazıt Gülercan : Le père d'Ezel
- Serdar Tezcan : Salih Kanyon : Le père d'Eyşan
- Huit(Ramiz) : Kıvanç Tatlıtuğ : Le petit-fils de Ramiz Karaeski

## Épisodes
| Saisons  | Nombre d'épisodes | Années    | Chaîne  |
| -------- | ----------------- | --------- | ------- |
| Saison 1 | 33                | 2009-2010 | SHOW TV |
| Saison 2 | 33                | 2010-2011 | ATV     |

La série Ezel a connu diverses adaptations avec un doublage en arabe mais aussi en espagnol pour pouvoir être distribuée au Maghreb / Moyen Orient ainsi qu'en Amérique du Sud. 
En 2016, la première saison est disponible sur Netflix.